# Parafia Trójcy Świętej w Wiśniewie
Parafia Trójcy Świętej w Wiśniewie – rzymskokatolicka parafia diecezji siedleckiej w dekanacie grębkowskim. Siedziba parafii i kościół parafialny znajduje się w Wiśniewie, w gminie Jakubów, powiecie mińskim, województwie mazowieckim. 
Terytorium parafii obejmuje: Adamów, Czarnogłów, Garczyn Duży, Garczyn Mały, Gęsianka, Kamionka, Mlęcin, Nart, Pokrzywnik, Strzebula, Turek, Wiśniew, Wola Polska, Wólka Czarnogłowska, Wólka Mlęcka, Zimnowoda i Żebrówka.
Parafia liczy 1154 wiernych i stanowi mniejszość wyznaniową w swojej okolicy. Proboszczem parafii jest ks. Krzysztof Wesołowski. Msze św. w parafii sprawowane są w dni powszednie o godz. 17:00, a w niedzielę i święta o godz. 9:00 i 11:30.

## Historia
Pierwszy kościół w Wiśniewie został postawiony w 1472 z fundacji Bolesława, księcia mazowieckiego i został spalony przez kozaków w 1610. W 1616 wzniesiono nowy kościół, który został przebudowany w 1784. Od 1822 prowadzone są księgi metrykalne.
W 1903 proboszczem parafii został ks. Wawrzyniec Rostworowski, który będąc członkiem Zgromadzenia Mariawitów dokonał w parafii rozłamu i w 1906 pociągnął za sobą większość parafian, którzy porzucili rzymskokatolicyzm i założyli we wsi drugą parafię pod wezwaniem Trójcy Przenajświętszej. 4 października 1907 mariawici poświęcili nową świątynię i wybudowali cały kompleks budynków, które stanowiły dom zakonny żeński, szkołę, dwie ochronki dla dzieci, sklep, warsztaty usługowe (koszykarski, tkacki, szewski, introligatorski), łaźnię publiczną, przytułek i szpitalik oraz bibliotekę. Od tego czasu mariawici na terenie miejscowości i wiosek stanowią wciąż większość mieszkańców.
W 1921 rzymskokatolicki kościół z XVIII wieku uległ pożarowi, dlatego już w 1923 staraniem ks. Zdzisława Wasia pobudowano nową świątynię, którą włączono do archidiecezji warszawskiej. W 1997 zakończyła się budowa nowego niewielkiego kościoła, której inicjatorem był ks. Kazimierz Chełstowski.